# Sant Esteve de Sords
L'església parroquial de Sant Esteve de Sords és situada al costat esquerre del Terri, formant amb el comunidor, la rectoria i alguna casa més un conjunt esglaonat sobre el riu. La resta de cases del poblet de Sords són masies disseminades.

## Història
Sant Esteve de Sords, al comtat de Girona, és esmentat el 985 com a «Sancto Stephano quod est in villa Surdis». Més endavant, el 1074, es troba citada una «turis quem vocant Surdis ultra rivum Sterrie». Cal destacar els sis focs reials i els disset eclesiàstics registrats en el fogatge de l'any 1359 i també la participació de parroquians de sords en l'assalt del call jueu de Girona el 1391. En el nomenclàtor d'esglésies del bisbat de Girona del segle xiv també apareix l'«Ecclesia Parrochialis Sancti Stephani de Surdis».

## Arquitectura
Abans de les nombroses transformacions sofertes, sobretot al segle xviii, era una edifici d'una nau, capçada a llevant per un absis semicircular. La nau va ser sobrealçada i prolongada cap a ponent, doblant-se pràcticament la seva longitud i es crearen capelles laterals, un campanar molt alt de planta quadrada, segurament construït en diferents etapes i una nova façana. Molts carreus de la vella església van ser aprofitats per a la construcció de les reformes. El portal és fet amb dovelles que inicialment donarien la forma d'arc de mig punt, posteriorment retallat. De l'estructura romànica resta l'absis i bona part dels murs de migdia i tramuntana, si bé aquest darrer és amagat per la sagristia. Al centre de l'absis hi ha una finestra centrada de doble esqueixada i factura senzilla, com tot el parament exterior que mostra un aparell de carreus ben tallats de pedra sorrenca d'uns 20 X 35 cm, coronats per una imposta de quart de bordó (ressalt de quart de cercle en una motllura).

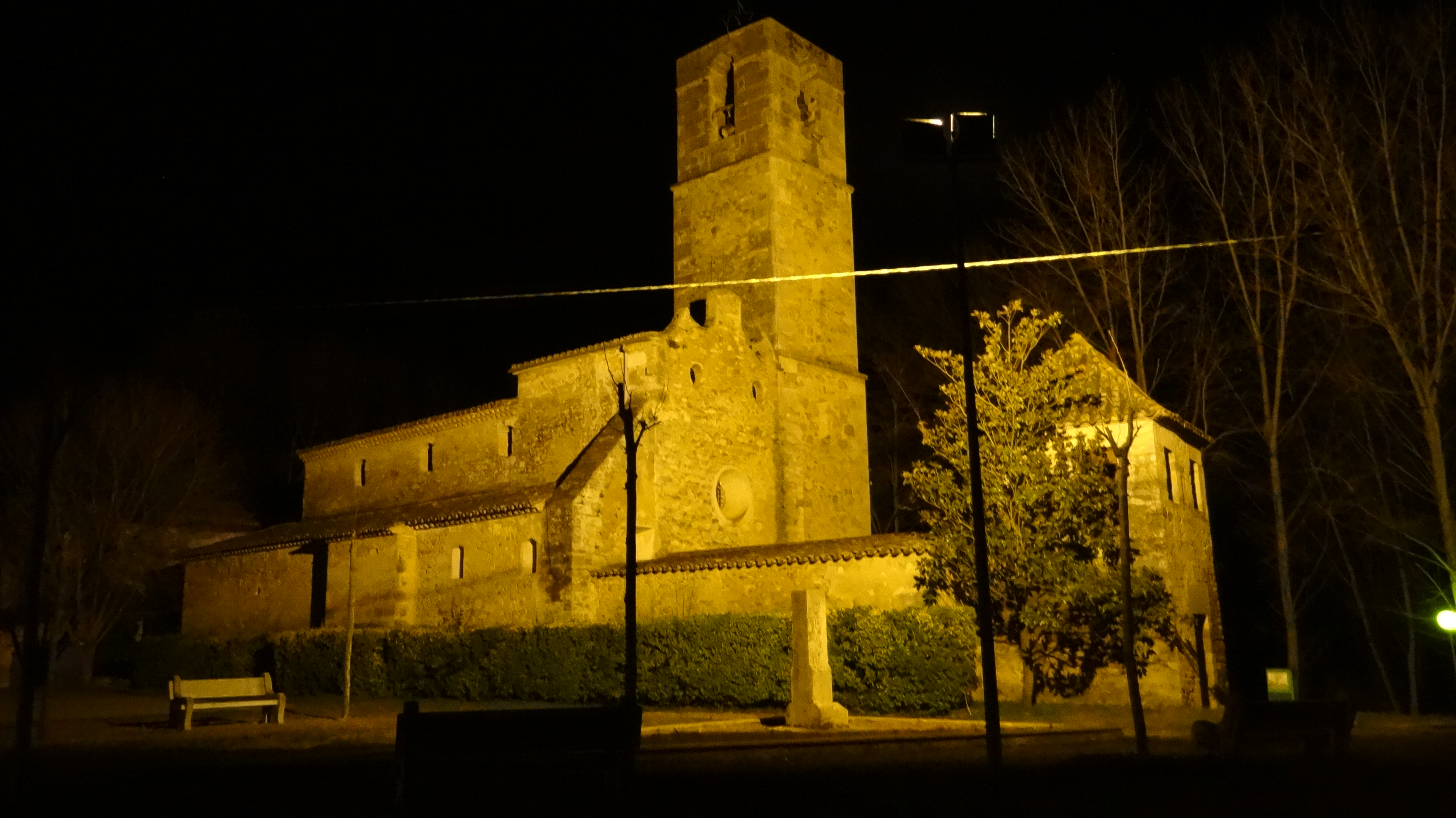
Sant Esteve de Sords. A la dreta, el comunidor (2015)

Tant la disposició de la planta com els elements constructius situen la part romànica d'aquesta església entre la segona meitat del segle xii i les primeries del segle xiii.

### El comunidor
Els comunidors tenen un origen relacionat amb les creus de terme. Des del comunidor, que tenia obertures als quatre vents, el rector demanava la protecció divina contra les tempestes i les pedregades. El comunidor de Sords es pot datar entre els segles XVI a XVIII. És una torre de planta quadrada que precedeix l'entrada a l'església. El comunidor pròpiament dit es troba a la primera planta de la torre, al qual s'accedeix per unes escales exteriors.